# XXVIII dinastia egizia
La XXVIII dinastia si inquadra nel periodo della storia dell'antico Egitto detto periodo tardo e copre, comprendendo un solo sovrano, gli anni dal 404 a.C. al 399 a.C.
| prenomen | nomen      | Sesto Africano | Eusebio di Cesarea | Altri nomi | periodo di regno    |
|          | Amonirdisu | Amyrteos       | Amyrtaios          | Amonortais | 404 a.C. - 399 a.C. |